# Lingua camuna
La lingua camuna è una lingua estinta, considerata non indoeuropea, preindoeuropea e paleoeuropea, parlata nel I millennio a.C. in alcune valli delle Alpi centrali, in Val Camonica, e Valtellina, in Lombardia. È nota soltanto attraverso un corpus epigrafico inciso su roccia, parte del vasto insieme delle Incisioni rupestri della Val Camonica, redatto in una variante dell'alfabeto etrusco settentrionale, noto come alfabeto camuno o alfabeto di Sondrio. È possibile, ma non certo, che la lingua camuna fosse correlata alla lingua retica e alla lingua etrusca; il suo nome deriva da quello dell'antico popolo dei Camuni, che abitò la Val Camonica durante l'Età del ferro e che fu autore della gran parte delle incisioni rupestri dell'area.

## Alfabeto

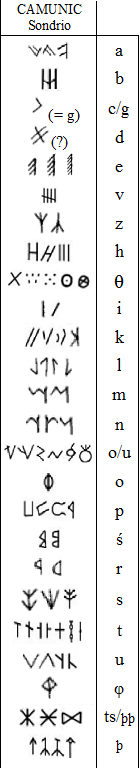
L'alfabeto camuno, dagli studi di A. Zavaroni, ridisegnato

Tra i caratteri dell'alfabeto camuno identificati, alcuni di particolare interesse sono stati rinvenuti e studiati nel comune di Paspardo:
- una "theta" (Θ);
- una "phi" (Φ)
- una "e" (E) a sei segmenti orizzontali, anziché i consueti tre che ricorrono in quasi tutte le altre iscrizioni in alfabeto camuno, come del resto in quello etrusco, greco o latino.

Nel complesso, in tutta la Val Camonica è stato ritrovato più di un centinaio di iscrizioni in questo alfabeto, per lo più singole lettere o piccoli gruppi di due-tre caratteri; spesso appaiono associate a figure di guerrieri.

## Galleria d'immagini

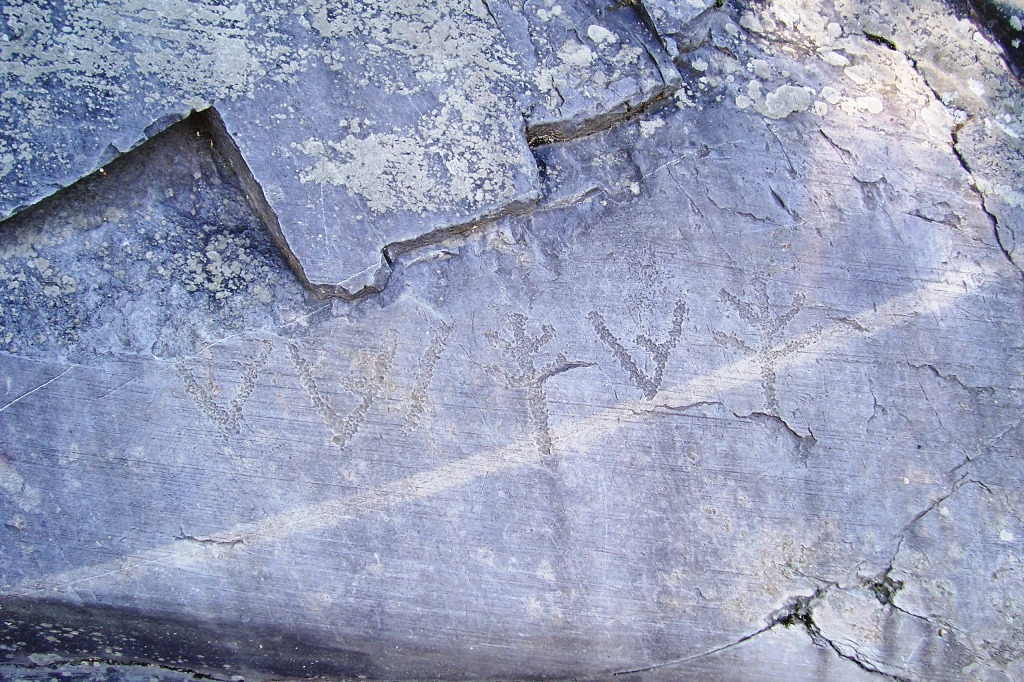
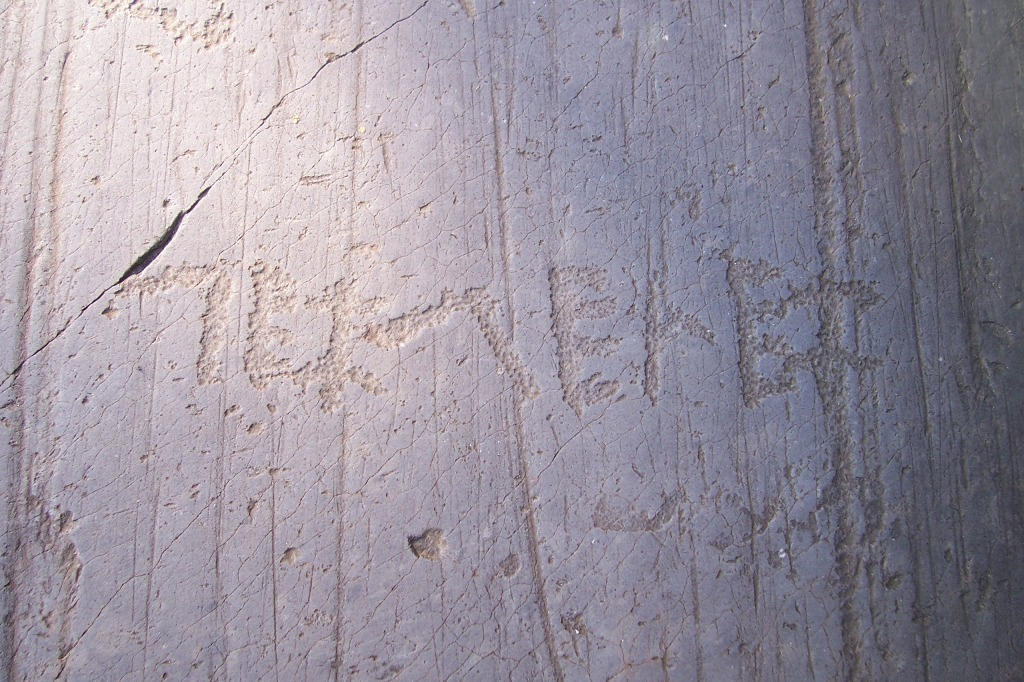
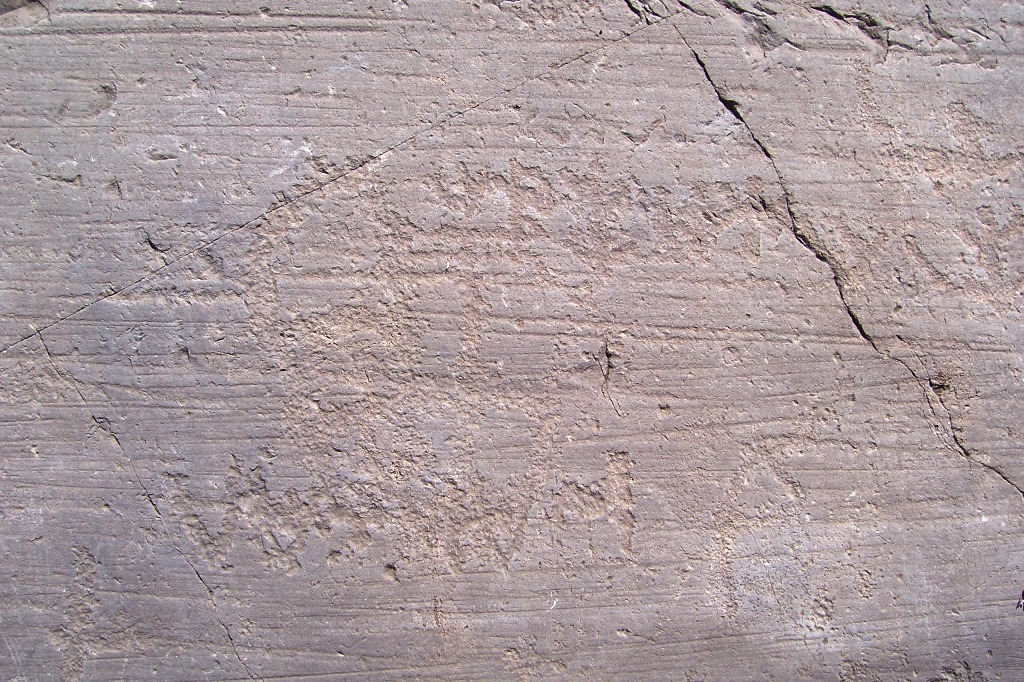

### Traslitterazione
| Glifo | Tibiletti Bruno 1992 | Zavaroni 2004 | Martinotti 2009 |
| ----- | -------------------- | ------------- | --------------- |
|       | -                    | A             | -               |
|       |                      | A             | A               |
|       |                      | A             | -               |
|       |                      | B             | B (V?)          |
|       |                      | B             | B (V?)          |
|       |                      | -             | D               |
|       | h                    | D (?)         | -               |
|       |                      | E             | E               |
|       |                      | E             | E               |
|       |                      | E             | E               |
|       |                      | V             | -               |
|       |                      | G             | K (G?)          |
|       |                      | G             | -               |
|       | h                    | H             | J (ii/h/η?)     |
|       | -                    | H             | -               |
|       |                      | I             | I               |
|       |                      | I             | I               |
|       | -                    | K             | K (G?)          |
|       |                      | L             | L               |
|       |                      | L             | L               |
|       |                      | M             | M               |
|       |                      | M             | M               |
|       |                      | N             | N               |
|       |                      | N             | N               |
|       |                      | O             | Φ (Q?)          |
|       | -                    | P             | -               |
|       |                      | P             | P               |
|       |                      | R             | R               |
|       |                      | R             | R               |
|       |                      | S             | χ               |
|       |                      | S             | S               |
|       |                      | S             | S               |
|       |                      | T             | T               |
|       |                      | T             | T               |
|       | -                    | T             | I               |
|       |                      |               | -               |
|       | -                    |               |                 |
|       | -                    | TS -          | -               |
|       |                      | TS -          | χ               |
|       |                      | U - W         | U               |
|       | -                    | U - W         | U               |
|       |                      | Z             | χ               |
|       |                      | Z             | χ               |